# Ричард Аксел
Ричард Аксел (енгл. Richard Axel; Њујорк, 2. јул 1946) је амерички неуро-биолог који је за открића мирисних рецептора и организације олфактивног (мирисног) система, заједно са Линдом Б. Бак, 2004. поделио Нобелову награду за физиологију или медицину.

## Живот и каријера
Ричард Аксел рођен је 1946. у Бруклину, Њујорк, САД ка прво дете пољских имиграната, од оца кројача и мајке домаћице, чији је боравак у Европи прекинула нацистичка инвазија Пољске. Одрастао је (како сам Ричард наводи у својој биографији)...у кући „богатој“ породичне топлини, али празне књига, уметности или музике, тако да је најранији део живота проводио и образовање стицао на улицама Бруклина, где се доста бавио и спортом. Како су у то време деца рано почињала да раде тако је и Ричард у раном детињству почео да ради прво као курир, потом тапетар, месар, кувар.
Основну школу је Ричард похађао у Бруклину, али директор његове основне школе је имао другачију визију и инсистирао да школовање настави у гимназији у Менхетну која је у то време важила као школа за даровите и интелигентне дечаке, али је имао најгори кошаркашки тим, што се Ричарду као заљубљенику у кошарку, то није свиђало. За време боравка у Менхетну Ричард је показао велику љубав за оперу и данима би, стајао у ред за карте, за стајање, у Метрополитен опери.
До 1967. Ричард је студирао на Универзитету Колумбија у Њујорку, а затим и на Медицинском факултету Универзитета Џонс Хопкинс у Балтимору, где је 1970. и докторирао. У 1978. постао је професор патологије, молекуларне биофизике и биохемије на Универзитету Колумбија, а од 1984, шеф института на Универзитету Хауард Хјуз.
Године 1991, Ричард је започео успешну сарадњу са Линдом Бак, са којом је идентификовао око 1.000 гена одговорних за олфакторни одговор мирисног система и 2004, за ова открића са њом поделио Нобелову награду за физиологију или медицину.

## Награде и признања
- 1969. Награда медицинског истраживачког друштва Универзитета Џонс Хопкинс.
- 1983. Награда Ели Лили
- 1983. Члан, Националне академије наука
- 1983. Члан, Америчке академија уметности и наука
- 1984. Награда Њујоршке академије за биолошка и медицинска истраживања
- 1989. Награда Richard Lounsbery, Националне академије наука
- 1996. Унилајвер научна награда заједно са Линдом Бак
- 1997. Признање градоначелника Њујорка за науку и технологију.
- 1998. Награда Bristol-Myers Squibb
- 1999. Награда Alexander Hamilton, Универзитета Колумбија
- 2001. Медаља Њујоршке академије за доприноса у биомедицинској науци
- 2003. Међународна награда за достигнућа у неурологији Гарднер Фондације
- 2003. Perl/UNC Neuroscience Prize, заједно са Линдом Бак
- 2003. Члан, Филозофског друштва

## Галерија
- Аксел на симпозијуму 2004.
- Џорџ Буш са лауреатима нобелове награде 2004.
- Ричард Аксел